# Laghetti di Timau
La località in questione è sita immediatamente a nord del paese di Timau, in comune di Paluzza (UD). Anticamente vi era un lago creato da una frana che aveva sbarrato il corso del torrente But; successivamente il lago venne a poco a poco colmato dai depositi alluvionali trasportati dal torrente stesso.
Attualmente durante la stagione invernale i Laghetti di Timau sono sede di una pista di sci nordico, abbastanza nota localmente.